# جون لوكاس
جون لوكاس (بالإنجليزية: John Lucas III)‏ مواليد 21 نوفمبر 1982، هو لاعب كرة سلة أمريكي يلعب مع فريق ديترويت بيستونز في الرابطة الوطنية لكرة السلة ويحمل الرقم 9. يبلغ طوله 5 قدم 11 بوصة (1.8 م).

## فرق لعب لها
- هيوستن روكتس
- هيوستن روكتس
- شيكاغو بولز

## روابط خارجية
- جون لوكاس على موقع إن بي أي (الإنجليزية)
- جون لوكاس على موقع سبورتس رفرنس (الإنجليزية)
- جون لوكاس على موقع الدوري الإسباني لكرة السلة (الإسبانية)
- جون لوكاس على موقع كرة السلة الأوروبية.كوم (الإنجليزية)
- جون لوكاس على موقع إي إس بي إن.كوم (الإنجليزية)
- جون لوكاس على موقع كلية كرة السلة في سبورتس رفرنس.كوم (الإنجليزية)
- جون لوكاس على موقع ريلجم (الإنجليزية)
- جون لوكاس على موقع بروبوليرز (الإنجليزية)
- جون لوكاس على موقع سبورتس رفرنس (الإنجليزية)
- جون لوكاس على موقع سبورتس رفرنس (الإنجليزية)